# Supercopa Italiana de Voleibol Masculino de 2015
A Supercopa Italiana de Voleibol Masculino de 2015 foi a 20ª edição desta competição organizada pela Lega Pallavolo Serie A, consórcio de clubes filiado à Federação Italiana de Voleibol (FIPAV) que ocorreu em 24 de outubro.
O Modena Volley conquistou seu segundo título da competição ao derrotar na partida o Trentino Volley. O oposto Luca Vettori foi eleito o melhor jogador da partida.

## Regulamento
O torneio foi disputado em partida única.

## Equipes participantes
| Equipe          | Qualificação                              |
| --------------- | ----------------------------------------- |
| Modena Volley   | Campeão da Copa Itália de 2014–15         |
| Trentino Volley | Campeão do Campeonato Italiano de 2014–15 |

## Resultado
| Data   | Hora  |                 | Placar |               | Set 1 | Set 2 | Set 3 | Set 4 | Set 5 | Total   | Relatório |
| ------ | ----- | --------------- | ------ | ------------- | ----- | ----- | ----- | ----- | ----- | ------- | --------- |
| 24 out | 20:30 | Trentino Volley | 2–3    | Modena Volley | 37–35 | 23–25 | 23–25 | 25–23 | 11–15 | 119–123 | Relatório |

## Premiação
| Supercopa Italiana de 2015         |
| Emília-Romanha                     |
| ---------------------------------- |
| Modena Volley Campeão (2.º título) |